# Sid (rivière)
Pour les articles homonymes, voir Sid.

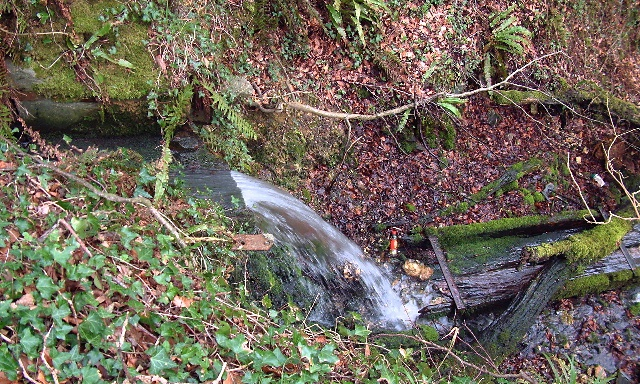
Tête de fossé près de la source de la rivière Sid

La rivière Sid est une rivière mineure de l'Est du Devon. 

## Géographie
Elle coule sur 10,5 km vers le sud à partir de sa source dans Crowpits Covert (OSGB36 Grille de référence SY138963) à une hauteur de 206 mètres au dessus du niveau de la mer. La source alimente un petit ravin.
La géologie sous-jacente est constituée de mudstones limoneux imperméables et de grès de la marne de Keuper du Trias, recouverts de sables verts perméables et d'argile à silex. La jonction entre les sables verts et la marne de Keuper forme une ligne de sources. 
La rivière traverse Sidbury et Sidford jusqu'à Sidmouth, elle est alimentée par des sources provenant d'East Hill et par les eaux du ruisseau Roncombe, du ruisseau Snod et du Woolbrook. À Sidmouth, la rivière franchit une barre de galets près de l'esplanade du Ham.
La Sid Vale Association, la première société civique britannique (fondée en 1846), est basée à Sid Vale. 